# Parti WikiLeaks
Le Parti Wikileaks (anglais : Wikileaks Party) est un ancien micro-parti politique australien,,. Le parti a été créé en partie pour soutenir la candidature de Julian Assange pour un siège au Sénat en Australie lors des élections de 2013, où il a remporté 0,66% des voix. Le conseil national du WikiLeaks Party était composé de Julian Assange, Matt Watt, Gail Malone, John Shipton (le père biologique d'Assange), Omar Todd et Gerry Georgatos.

## Historique

### Création
La décision d'Assange de se présenter au Sénat australien a été annoncée via le compte Twitter de WikiLeaks en mars 2012. L'intention de former un parti WikiLeaks a été annoncée par Assange à la fin de 2012,, il déclare alors que le parti devait être un moteur pour sa candidature à un siège au Sénat australien lors des élections féderales de 2013.
Le 23 mars 2013, le WikiLeaks Party a été déclaré à la Commission électorale australienne. Le parti comptait alors plus de 1 300 membres payants. La demande a été acceptée et le parti a été enregistré en tant que parti politique le 2 juillet 2013.

### Élection de 2013
Le parti a présenté des candidats au Sénat australien dans les états de Nouvelle-Galles du Sud, de Victoria et d'Australie occidentale. Deux experts des sondages électoraux ont estimé que les chances du parti WikiLeaks à l'élection de 2013 étaient hautement improbables.
Christine Milne, chef des Verts australiens, se montrait positive à propos de l'émergence du WikiLeaks Party dans le cadre d'un abandon du système bipartite australien. Cependant, les Verts ont déclaré qu'ils n'avaient pas l'intention de se retirer au profit du parti d'Assange lors des élections au Sénat de Victoria. De même, le parti Socialist Equality Party (en) a réaffirmé son intention de défendre Julian Assange contre les poursuites à son égard, mais a refusé d'approuver le Parti WikiLeaks, déclarant que cette position représente les «intérêts de la classe ouvrière».
La professeure Anne Twomey, experte en droit constitutionnel australien à l'Université de Sydney, a suggéré que si Assange était élu, cela pourrait être déclaré invalide en cas de contestation judiciaire si un tribunal jugeait que sa relation avec l'Équateur enfreignait l'interdiction de l'élection des personnes "dont l'allégeance, l'obéissance ou l'adhésion à une puissance étrangère est connue".
La campagne du parti a été bouleversée quelques semaines seulement avant les élections lorsque les membres se sont vivement opposés aux préférences de vote du parti. En Nouvelle-Galles du Sud, un groupe fasciste a été placé au-dessus des Verts australiens tandis qu'en Australie occidentale, le Parti national a été placé au-dessus du sénateur des Verts Scott Ludlam, un fervent partisan de WikiLeaks et d'Assange. Le Parti WikiLeaks a blâmé une "erreur administrative" non spécifiée et a annoncé qu'un examen indépendant aurait lieu après les élections. Lorsque les membres du Conseil national se sont plaints, le président John Shipton a tenté de les subvertir et de créer une nouvelle base de pouvoir. Leslie Cannold, colistière d'Assange à Victoria, a démissionné avec de nombreux bénévoles et membres du Conseil national.
Cinq mois plus tard, le parti a publié un bref compte rendu non concluant par un membre du parti. L’ancien membre Gary Lord a répondu par un rapport exhaustif de 20 pages examinant en détail les échecs du parti.
Assange n’a pas réussi à obtenir un siège au Sénat. Il est difficile de distinguer son vote personnel dans le système du vote unique transférable. Le parti a recueilli 33 683 votes à Victoria de la part d’électeurs qui ont voté pour le parti WikiLeaks avec Assange à sa tête, et Assange a reçu 8016 votes de préférence supplémentaires de la part d’électeurs qui ont numéroté les candidats individuellement. Le parti dans son ensemble a obtenu 1,24% (le 7e vote primaire le plus élevé à Victoria) et a atteint le 26e tour de scrutin avant d'être éliminé sans avoir la possibilité de recevoir de reports de voix. Le parti a obtenu 88 100 voix ou 0,66% au niveau national, mais n'a disputé que des sièges dans trois États. Gerry Georgatos a été le plus proche de remporter un siège au Sénat pour le parti WikiLeaks, atteignant le 19e tour à seulement sept tours de la fin avant d’être éliminé, également avant toute possibilité de bénéficier de reports de voix. Il ne lui manquait qu'environ 3000 voix pour être élu, mais comme le parti n’avait obtenu que 9767 voix en Australie-Occidentale, il s’agissait d’un écart important.
Les candidats du parti WikiLeaks pour les élections de 2013 étaient les suivants :
| Victoria | Nouvelle-Galles du Sud | Australie-Occidentale |
| --- | --- | --- |
| - Julian Assange, fondateur de WikiLeaks - Leslie Cannold, universitaire de l'Université de Sydney, démissionne le 21 août 2013 - Binoy Kampmark, professeur de droit et écrivain | - Kellie Tranter, avocate et militante pour les Droits de l'Homme , - Alison Broinowski, ancienne diplomate et universitaire | - Gerry Georgatos, ancien candidat des Verts australiens ayant démissionné en novembre 2009, chercheur, journaliste et militant pour les Droits de l'Homme, - Suresh Rajan, ancien président de Ethnic Communities Council WA et président de WA Epilepsy |

### Visite en Syrie
En décembre 2013, une délégation du parti, incluant son président John Shipton, s'est rendue en Syrie et a rencontré le président Bachar el-Assad, dans le but de montrer sa "solidarité avec le peuple syrien et sa nation", et d'améliorer sa connaissance de la guerre civile syrienne. Dans une déclaration publiée peu avant la visite, le parti WikiLeaks a déclaré qu'il s'opposait à une intervention extérieure dans la guerre, qu'il soutenait un processus de paix négocié et qu'il décrivait les rapports sur l'attaque chimique de la Ghouta par les forces loyales à el-Assad en août 2013 comme étant "non fondés" et comparables aux inquiétudes qui avaient été soulevées au sujet du programme irakien d'armes de destruction massive avant la guerre d'Irak,. Les membres du Conseil national John Shipton, Gail Malone et l'ancien membre du Conseil national Jamal Daoud ont assisté à la réunion avec le président el-Assad.
La rencontre avec Assad a été critiquée par le Premier ministre australien, le ministre des Affaires étrangères et de nombreux partisans de WikiLeaks. Shipton a déclaré que la rencontre avec Bachar el-Assad était "juste une question de bonnes manières" et que la délégation avait également rencontré des membres de l'opposition syrienne. Cependant, ces réunions avec des membres de l'opposition n'ont pas pu être confirmées. L'ancien membre du Conseil national et défenseur des chiites à Sydney, Jamal Daoud (qui a démissionné des Verts en raison de divergences), qui a accompagné Shipton lors de son voyage, a exprimé son soutien à Assad sur Twitter et sur son blog.

### Élection de 2014 en Australie-Occidentale
Le parti Wikileaks a participé à l'élection sénatoriale spéciale de 2014 en Australie-Occidentale (en), après l'annulation de l'élection sénatoriale de 2013. Le candidat principal au Sénat de l'année précédente, Gerry Georgatos, a recommandé au Conseil national de ne pas le présenter pour permettre à Assange de prendre la position principale au Sénat pour l'Australie-Occidentale et d'espérer être élu. En février, le Conseil national a appris qu'Assange serait inéligible. Georgatos a refusé de continuer à être le candidat soutenu et a demandé que les membres soient interrogés sur leur candidat préféré. Plus de 500 membres de WikiLeaks ont répondu à l'enquête et M. Georgatos a été désigné comme le candidat principal, le producteur de télévision Tibor Meszaros arrivant en deuxième position et la journaliste Lucy Nicol en troisième position. Une heure avant la clôture des nominations, Georgatos s'est retiré pour des "raisons personnelles imprévues" et Tibor Meszaros a donc été élevé au rang de candidat principal.

### Désinscription
Le Parti WikiLeaks a été radié par la Commission électorale australienne le 23 juillet 2015, en vertu de l'article 137(4) de la loi électorale, parce que le parti n'a pas répondu à une notification en vertu de l'article 137(1).

## Programme électoral
Le Parti WikiLeaks adhère à une idéologie libertaire. Les propositions politiques pour les élections de 2013 incluaient l’adoption d’une loi pour protéger le droit d’un journaliste à ne pas révéler une source et faisant « la promotion de l’information libre et la protection des lanceurs d’alerte ».
Le président John Shipton a déclaré que le parti "défend[ait] ce que Julian soutient - la transparence au sein du gouvernement et bien sûr les droits de l'homme". Assange lui-même a déclaré que le parti WikiLeaks combinerait «une petite direction centralisée avec un maximum d’implication de la base» et que le parti viserait les objectifs de WikiLeaks, de promouvoir l’ouverture du gouvernement et de la politique, et qu’il combattrait les intrusions dans la vie privée des individus,,.
La Voix de la Russie a déclaré que Shipton a, dans une interview, «loué les compétences diplomatiques russes et le président russe Vladimir Poutine et le ministre des Affaires étrangères Sergueï Lavrov. Shipton et le parti WikiLeaks pensent que le président russe et le ministère des Affaires étrangères sont des forces pacifiques»
Assange aurait déclaré qu’il envisageait le Parti WikiLeaks comme un parti uni par un engagement indéfectible envers les principes fondamentaux du courage civique nourri par la compréhension, la vérité et la libre circulation de l’information et un parti qui mettra en pratique en politique ce que WikiLeaks a fait dans le domaine de l’information. Les statuts du parti WikiLeaks énonce des objectifs, notamment la protection des droits de l’homme et des libertés fondamentales, la transparence des mesures politiques et gouvernementales et des entreprises, la reconnaissance de la nécessité de l’égalité entre les générations et l’appui à l’autodétermination des aborigènes et des insulaires du détroit de Torrès. Le parti WikiLeaks a critiqué les relations du groupe Telstra avec le FBI et le département américain de la Justice.